# Current Neuropharmacology
Current Neuropharmacology, abgekürzt Curr. Neuropharmacol., ist eine wissenschaftliche Fachzeitschrift, die vom Bentham-Science-Verlag veröffentlicht wird. Die Zeitschrift erscheint mit vier Ausgaben im Jahr. Es werden Übersichtsarbeiten veröffentlicht, die sich mit der Neuropharmakologie beschäftigen.
Der Impact Factor lag im Jahr 2014 bei 3,049. Nach der Statistik des ISI Web of Knowledge wird das Journal mit diesem Impact Factor in der Kategorie Pharmakologie und Pharmazie an 75. Stelle von 254 Zeitschriften und in der Kategorie Neurowissenschaften an 113. Stelle von 252 Zeitschriften geführt.